# Сабр ад-Дін I
Сабр ад-Дін I (* д/н — після 1332) — 12-й султан Іфат в 1328—1332 роках.

## Життєпис
Походив з династії Валашма. Правнук засновника держави Умара і онук султана Мансур Алі. Син Нахві. Посів трон 1328 року після смерті брата Хакк ад-Діна I.
Продовжив війну проти ефіопського негуса Амди Сейона I, утворивши союз з султанатами Хадія, Фатагер, Даваро. Втім 1332 року у вирішальних битвах зазнав поразки й потрапив у полон разом з Хайдаром, султаном Даваро. Самого Сабр ад-Діна було відправлено до Ефіопії, на трон Іфату посаджено брата Джамал ад-Діна I, а союзників Іфату приєднано до Ефіопії.